# College Football Championship Game
El College Football Championship Game es el partido de fútbol americano universitario que decide el campeón del College Football Playoff desde 2014, reemplazando al BCS National Championship Game. El equipo ganador se proclama campeón nacional de Football College Subdivision de la División I de la NCAA. Se disputó por primera vez el 12 de enero de 2015, para decidir el campeón de la temporada 2014, en el AT&T Stadium.
El equipo campeón recibe un nuevo trofeo fabricado especialmente para este nuevo sistema de competición, denominado College Football Playoff National Championship Trophy, que mide 26,5 pulgadas de altura y pesa 35 libras y que patrocina Dr Pepper hasta 2020, tras haber pagado 35 millones de dólares por dicho patrocinio.
ESPN tiene los derechos de trasmisión del partido hasta 2026.

## Palmarés
| Temporada | Fecha               | Campeón          | Marcador | Subcampeón       | Estadio                              | Ciudad                  | Asistencia |
| --------- | ------------------- | ---------------- | -------- | ---------------- | ------------------------------------ | ----------------------- | ---------- |
| 2014      | 15 de enero de 2015 | N.º 4 Ohio State | 42-20    | N.º 2 Oregon     | AT&T Stadium                         | Arlington, Texas        | 85,788     |
| 2015      | 11 de enero de 2016 | N.º 2 Alabama    | 45-40    | N.º 1 Clemson    | Estadio de la Universidad de Phoenix | Glendale, Arizona       | 75,765     |
| 2016      | 9 de enero de 2017  | N.º 2 Clemson    | 35-31    | N.º 1 Alabama    | Raymond James Stadium                | Tampa, Florida          | 74,512     |
| 2017      | 8 de enero de 2018  | N.º 4 Alabama    | 26-23    | N.º 3 Georgia    | Mercedes-Benz Stadium                | Atlanta, Georgia        | 77,430     |
| 2018      | 7 de enero de 2019  | N.º 2 Clemson    | 44-16    | N.º 1 Alabama    | Levi's Stadium                       | Santa Clara, California | 74,814     |
| 2019      | 13 de enero de 2020 | N.º 1 LSU        | 42-25    | N.º 3 Clemson    | Mercedes-Benz Superdome              | New Orleans, Louisiana  | 76,885     |
| 2020      | 11 de enero de 2021 | N.º 1 Alabama    | 52-24    | N.º 3 Ohio State | Hard Rock Stadium                    | Miami Gardens, Florida  | 14,926     |
| 2021      | 10 de enero de 2022 | N.º 3 Georgia    | 33-18    | N.º 1 Alabama    | Lucas Oil Stadium                    | Indianapolis, Indiana   | 68,311     |
| 2022      | 9 de enero de 2022  | N.º 1 Georgia    | 65-7     | N.º 3 TCU        | SoFi Stadium                         | Inglewood, California   | 72,628     |
| 2023      | 8 de enero de 2024  | N.º 1 Michigan   | 34-13    | N.º 2 Washington | NRG Stadium                          | Houston, Texas          | 72,808     |
| 2024      | 20 de enero de 2025 | N.º 8 Ohio State | 34-23    | N.º 7 Notre Dame | Mercedes-Benz Stadium                | Atlanta, Georgia        | 77,660     |

### Próximas finales
| Temporada | Fecha               | Sede              | Ciudad                 |
| --------- | ------------------- | ----------------- | ---------------------- |
| 2025      | 19 de enero de 2026 | Hard Rock Stadium | Miami Gardens, Florida |
| 2026      | 18 de enero de 2027 | Allegiant Stadium | Paradise, Nevada       |

## Títulos
| Apariciones | Equipo                    | Victorias | Derrotas | Victorias temporada | Derrotas temporada |
| ----------- | ------------------------- | --------- | -------- | ------------------- | ------------------ |
| 6           | Alabama Crimson Tide      | 3         | 3        | 2015, 2017, 2020    | 2016, 2018, 2021   |
| 4           | Clemson Tigers            | 2         | 2        | 2016, 2018          | 2015, 2019         |
| 3           | Georgia Bulldogs          | 2         | 1        | 2021, 2022          | 2017               |
| 3           | Ohio State Buckeyes       | 2         | 1        | 2014, 2024          | 2020               |
| 1           | LSU Tigers                | 1         | 0        | 2019                |                    |
| 1           | Michigan Wolverines       | 1         | 0        | 2023                |                    |
| 1           | Oregon Ducks              | 0         | 1        |                     | 2014               |
| 1           | TCU Horned Frogs          | 0         | 1        |                     | 2022               |
| 1           | Washington Huskies        | 0         | 1        |                     | 2023               |
| 1           | Notre Dame Fighting Irish | 0         | 1        |                     | 2024               |